# Sant Joan de l'Avellanet
Sant Joan de l'Avellanet és una església del municipi de Bagà (Berguedà) inclosa en l'Inventari del Patrimoni Arquitectònic de Catalunya.

## Descripció
Està situada en un context rural, avui dominat per un campament de la Generalitat de Catalunya on hi ha un camp d'esports tancat amb filat metàl·lic just a tocar dels murs de l'església és una petita construcció d'una sola nau rematada amb absis semicircular pel cantó de llevant. El parament és de carreus de pedra disposats en filades regulars. La coberta és una volta de canó a la nau i volta de quart d'esfera a l'absis. Exteriorment ens trobem amb una coberta a dues aigües amb teula àrab. La porta és un arc de mig punt rebaixat adovellat i obert al centre del mur de tramuntana. A excepció de la finestra dels cantons curts, no hi ha més obertures al mur.

## Història
L'absis està datat al s. XII però la nau és una reconstrucció del s. XIV. Es té constància que el 1621 era una sufragània de la parròquia de Sant Esteve de Bagà.